# Théâtre antique d'Augusta Raurica
Le Théâtre antique d'Augusta Raurica est un théâtre romain situé dans le site archéologique de d'Augusta Raurica en Suisse, dans le canton de Bâle-Campagne, près de la commune d'Augst.

## Historique
Le théâtre est situé dans la ville haute, entre le forum et un grand temple à podium sur la colline de Schönbühl, comme le montre le plan synthétique de la cité antique. Il connut trois phases d'utilisation, avec autant d'étapes de construction :
- théâtre à scène, construit en pierre vers les années 60/70
- aménagé en théâtre à arène au début du IIe siècle, pour permettre des jeux de cirque
- redevenu un théâtre à scène vers 200[4] après la construction au sud de la cité d’un amphithéâtre au IIe siècle.

La capacité d'accueil du théâtre est estimée à 10 000 ou 12 000 places, pour une population de Raurica Augusta de l'ordre de 20 000 habitants à son apogée.
Les vestiges visibles de nos jours correspondent à ce dernier stade d'aménagement.

## Postérité
La première mention connue des ruines du théâtre date de 1531. Elles apparaissent dans un dessin publié en 1544 dans la Cosmographia Universalis de Sebastian Münster. Peu après, l'historien Andreas Ryff entame des travaux de dégagement à partir de 1582. Malheureusement, les ruines sont pillées comme carrière de pierres jusqu'à ce que le conseil bâlois l'interdise. Vers 1800, le site est transformé en parc.
À partir de 1893, Karl Stehlin dirige les premiers travaux d'envergure pour le dégagement et la conservation du site. Depuis 1930, des fouilles d'urgence sont régulièrement menées.